# Neurofeedback

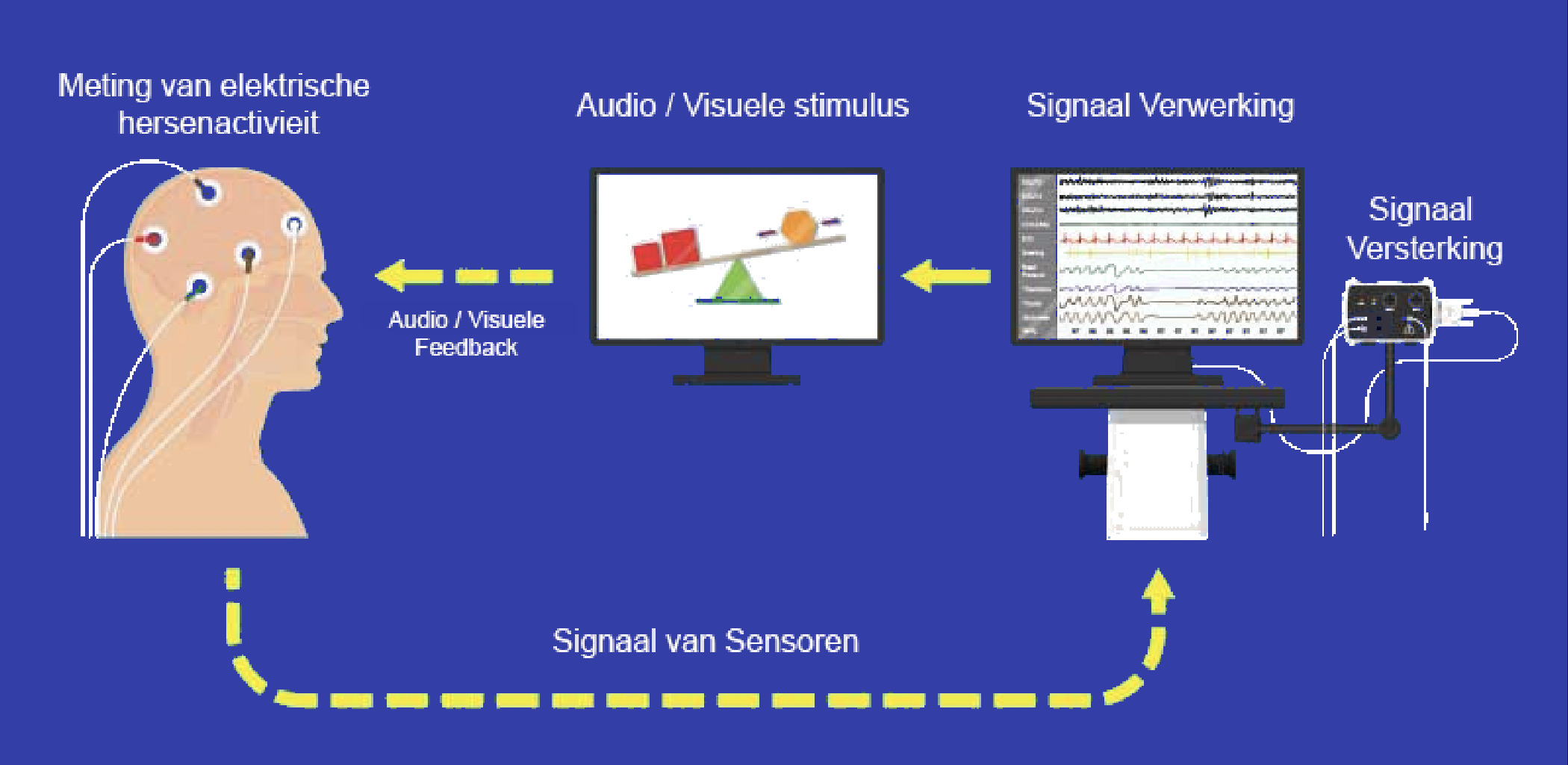
Een diagram van het trainingsproces van (Q)EEG-neurofeedback.

Neurofeedback (NFB), ook wel neurotherapie, neurobiofeedback of EEG-biofeedback (EEGBF) genoemd, is een vorm van biofeedback die elektrische potentialen in de hersenen gebruikt om gewenste hersenstaten te versterken door middel van operante conditionering. Dit proces is niet-invasief en verzamelt doorgaans hersenactiviteitsgegevens met behulp van elektro-encefalografie (EEG). Verwante technologieën zijn onder meer neurofeedback op basis van functionele nabij-infraroodspectroscopie (fNIRS), hemo-encefalografie (HEG) biofeedback en fMRI-biofeedback. Het gebruik van kwantitatieve elektro-encefalografie (QEEG) of functionele MRI (fMRI) kan mogelijk bepaalde behandelingen effectiever maken.
Om het proces van terugkoppeling ('feedback') mogelijk te maken binnen de operante conditionering kunnen verscheidene vormen van menselijk waarneembare prikkels gebruikt worden. In de praktijk wordt vaak gebruikgemaakt van audiovisuele prikkels door middel van het afspelen van video's op een computerscherm. Wanneer de hersenactiviteit binnen de gewenste parameters valt, blijft de video normaal doorgaan, wat fungeert als positieve bekrachtiging. Als de hersenactiviteit buiten deze parameters valt, stopt de video tijdelijk, vervaagt het beeld, of treedt er een andere verstoring op, wat als negatieve feedback dient. Terugkoppeling kan ook plaatsvinden via prestaties in een videospel die samenhangen met de gewenste parameters van hersenactiviteit. Tactiele terugkoppeling, zoals computergestuurde vibraties, stelt patiënten met visuele of auditieve beperkingen in staat om effectief met neurofeedback te trainen door hen een voelbaar alternatief voor directe terugkoppeling te bieden.
Er bestaan verscheidene neurofeedback-protocollen die wetenschappelijk zijn onderzocht. Neurofeedback-protocollen zijn richtlijnen die aangeven welke hersengolven en welke delen van de hersenen getraind moeten worden. Voor verschillende klachten zijn unieke trainingsprotocollen nodig, omdat elke hersenactiviteit gekoppeld is aan specifieke hersengolven. Als voorbeeld houden de trage corticale golven, ofwel de slow cortical potentials (SCP), verband met slaap en ontspanning, terwijl snellere bètagolven juist duiden op concentratie. De bedoeling van neurofeedback is om de golven die met een bepaalde klacht verband houden zwakker te trainen en de golven die de klacht verminderen juist te versterken.

## Meten van de hersengolfactiviteit
Bij het gebruik van een elektro-encefalografie (EEG) voor het meten en weergeven van de hersengolfactiviteit, worden de hersengolven gemeten met behulp van elektrodes op de hoofdhuid. Om de belangrijkste frequentie(s) uit te rekenen worden de gegevens door een computer geleid die er een Fourieranalyse op toepast. Als de belangrijkste frequentie overeenstemt met de gewenste volgt er een beloning voor de persoon. Die kan allerlei vormen hebben zoals een kleur op een beeldscherm of een geluidje. Tegenwoordig wordt ook gebruikgemaakt van een film die begint te lopen of groter wordt.

## Vormen van neurofeedback
Een aantal veel gebruikte vormen van neurofeedback worden hieronder vermeld.

### Powertraining
Dit is neurofeedback volgens de klassieke methode, waarbij bepaalde specifieke frequenties omhoog of omlaag getraind worden. Deze methode maakt gebruik van positieve feedback en de training vindt plaats door middel van het bewust oproepen/sturen van bepaalde gewenste frequenties.
Er bestaan verschillende varianten van deze vorm van neurofeedback, gericht op verschillende frequentiespectra. Een bekend doel van deze behandelvorm is het verhogen van de activiteit in de 12–18 Hz-band (bèta1/SMR) en een verlaging in de 4–8 Hz en/of 22–28 Hz banden (thèta en/of bèta2).
Deze vorm van neurofeedback wordt voornamelijk ingezet bij de behandeling van ADHD. Meerdere studies lijken aan te tonen dat neurofeedback bruikbaar is in de behandeling van ADHD. Met behulp van een QEEG is een correlatie gevonden tussen ADHD en een overvloed van trage hersengolven in combinatie met een verminderde hoeveelheid aan snelle hersengolfactiviteit. Met behulp van neurofeedback tracht men het EEG te normaliseren.

### Coherentietraining
Hierbij worden elektroden geplaatst op verschillende hersengebieden. De verhouding tussen de frequenties van deze twee locaties wordt vastgesteld, en deze verhouding wordt vergeleken met die uit een database (waarin de gegevens zijn opgeslagen van de normgroep: mensen zonder klachten). Sommige afwijkingen in de verhouding van de frequenties van twee locaties worden bij coherentietraining geassocieerd met symptomen. Deze vorm van neurofeedback wordt onder meer toegepast bij posttraumatische stressstoornis.

### Slow Cortical Potentials
Een andere vorm van neurofeedback richt zich specifiek op Slow Cortical Potentials oftewel langzame hersengolven. Deze langzame golven zijn gerelateerd aan het waakzaamheidsniveau.

### Zengar
De zengarmethode, ontwikkeld door dr. Val Brown van het Zengarinstituut te Canada, is een neurofeedbackvariant waarbij de feedback wordt gegeven middels het onderbreken van geluid en beeld. Bij deze methode wordt gebruikgemaakt van gabortransformatie, een vorm van fouriertransformatie, waarmee het frequentiespectrum van het EEG en vooral (snelle) veranderingen daarin inzichtelijk te maken zijn. Deze methode is vooral gericht op het doen afnemen van de frequentieveranderingen om zodoende een "stabieler" frequentiespectrum te krijgen. De methode claimt, zonder noodzaak van diagnose vooraf, het brein in balans te brengen door middels neurofeedback de in de methode gedefinieerde 16 frequentiebanden op elkaar af te stemmen, met als gevolg gunstige effecten op alle mogelijke gebieden.

## Toepassingen
De bakermat van Neurofeedback training ligt in Amerika en Canada. In die tijd sprak men van EEG-biofeedback. Tegenwoordig wordt vaker de meer algemene term “Neurofeedback” gebruikt.
Sterman et al publiceerden in 1972 dat neurofeedbacktraining mogelijk succesvol is bij mensen met therapieresistente epilepsie. Bij deze studie bleek 60% van de proefpersonen minder aanvallen te hebben. Dit effect bleek ook op langere termijn te blijven bestaan.
In 1976 publiceerde Dr Joel Lubar neurofeedback bij hyperactiviteit. Harde conclusies over effectiviteit kunnen echter niet worden getrokken. Sterman en Lubar concentreerden zich op de SMR-frequentie (12–15 Hz), anderen onderzochten de lagere frequenties zoals alfa (8–12 Hz) en thèta (3–7 Hz), zoals de psycholoog E Penniston. Hij heeft samen met Dr. Paul Kulkosky het alfa/thèta-protocol onderzocht bij alcoholisten in een zeer kleine studie van twintig verslaafden. Na 13 maanden waren 8 van de 10 verslaafden die naast de traditionele behandelmethode, ook A/T training hadden gekregen nog steeds afgekickt. In de andere 10 verslaafden, die alleen de traditionele behandelmethode hadden ondergaan, waren er slechts 2 afgekickt. Ook na 4 jaar bleken deze verschillen aanwezig.
Andere gebieden waar neurofeedback werd onderzocht zijn de behandeling van verslaving, angststoornissen, depressie, epilepsie, OCD, gedragsstoornissen, woede, tinnitus (oorsuizen), hoofdpijn, chronische pijn, autisme, geriatrische problematiek, slaapstoornissen, PTSD en niet-klinische optimalisatie van functioneren.

### Praktijkvoorbeeld: obsessieve-compulsieve stoornis
Obsessief gedrag wordt vaak voorafgegaan door toenemende stress. Die toenemende stress zou zich uiten in toegenomen bèta- of gammagolven. Dit kan via geluiden of kleuren op een beeldscherm zichtbaar gemaakt worden voor de patiënt. Tegenwoordig gebeurt het vaak in de vorm van een computerspel dat de patiënt moet spelen. De cliënt wordt geleerd om minder stressgerelateerde hersengolven en meer ontspanningsgerelateerde hersengolven te maken, waardoor stressvermindering ontstaat. Het uiteindelijke gevolg hiervan is een afname van de obsessieve-compulsieve symptomen. Als de hersenactiviteit verandert in de richting die de therapeut wenselijk acht, wordt er een beloning gegeven. Als de hersenactiviteit daarentegen verandert in een onwenselijke richting kan een zogenaamde straf worden toegediend.

### Het computerspel
De patiënt moet een computerspel spelen. Er wordt bijvoorbeeld een race gehouden tussen drie auto's die je naast elkaar van achteren gezien in beeld krijgt. De middelste auto staat voor de frequentie die 'omhoog' getraind wordt (de zogenaamde rewardfrequentie). De twee auto's ernaast staan voor de te bestraffen frequenties (in neurofeedbacktermen: de inhibit frequenties). Wanneer iemand de 'juiste' golven aanmaakt, rijdt de middelste auto harder en behaalt meer tussentijdse punten (die je bijvoorbeeld op de weg vindt). Wanneer te hoge of te lage frequenties aangemaakt worden, winnen of de andere auto's: dit is een 'positieve straf' (het toevoegen van iets negatiefs) of het spel hapert: dit is een 'negatieve straf' (het weghalen van iets positiefs). Ook kan het zijn dat er eerder gewonnen beloningen afgenomen kunnen worden (negatieve straf). De nadruk bij de meeste 'spellen' ligt bij een positieve bekrachtiging: het verdienen van punten.

## Kritiek
De kritiek op neurofeedback richt zich op het ontbreken van methodologisch verantwoord klinisch onderzoek (randomized controlled trials) en systematische reviews waarin door middel van meta-analyses de grotere effectiviteit van neurofeedback ten opzichte van controlecondities is aangetoond. Er zijn wel veel methodologisch zwakkere studies. Goed uitgevoerde RCT's naar duidelijk omschreven klinische eindpunten zijn echter schaars. Sommige onderzoekers propaganderen dat de effectiviteit van neurofeedback in de behandeling van ADHD toegeschreven moet worden aan het placebo effect, nonspecifieke variabelen (therapeut- en cliëntvariabelen, motivatie, doorzettingsvermogen e.d.) of verklarende variabelen die nog niet bekend zijn.
Een vaak voorkomende tekortkoming van kritiek op neurofeedback is de denkfout "neurofeedback = neurofeedback". Neurofeedback als therapie beslaat een breed speelveld met een wijdverbreid scala aan technieken, apparatuur, manieren van trainen en trainingsprotocollen. Bij een aandoening als ADHD verschillen de onderzoeken bijvoorbeeld in de manier waarop ADHD-klachten worden gecategoriseerd, geïnterpreteerd en gemeten (worden de patiënten geobserveerd of rapporteren zij zelf hun symptomen? Als zij worden geobserveerd, worden zij dan geobserveerd door wildvreemden, leraren, ouders? Of wordt puur gekeken naar de verschillen in hersenprocessen via de EEG-apparatuur?). De onderzoeken verschillen daarbovenop ook in de specifieke neurofeedback-protocollen die onderzocht worden in de studies. Zo kan bijvoorbeeld na een onderzoek naar thèta/bèta-neurofeedback bij ADHD niet zomaar een conclusie over neurofeedback als geheel worden gevormd, omdat er een breder scala aan effectieve protocollen voor ADHD is zoals SMR- en SCP- trainingen (respectievelijk sensori-motor rhythm en slow cortical potentials).

## Recente ontwikkelingen
In het voorjaar van 2008 heeft het toenmalige College van Ziektekostenverzekeraars (CVZ) besloten dat, ondanks protest vanuit het Nederlands Instituut van Psychologen, het toepassen van neurofeedback niet meer vergoed wordt. Neurofeedback wordt, zoals het nu wordt toegepast in Nederland, niet gezien als 'evidence based' behandeling. De reden hiervoor is dat er geen voldoende wetenschappelijk bewijs is voor de effectiviteit van neurofeedback en naar de werkingsmechanismen die actief zijn in neurofeedback.
Een aantal recente studies zoals die van Gevensleben et al. (2009) en Holtmann et al. (2009) naar het effect van neurofeedback bij ADHD laten goede effecten zien. Deze beide studies zaten methodologisch goed in elkaar. Zo waren beide studies gerandomiseerd en was de studie van Gevensleben et al. zelfs een multi-centre studie met bijna 100 behandelde kinderen. Beide studies hebben een adequate placebo-controle gebruikt.
In 2009 is een zogeheten meta-analyse gepubliceerd naar de effecten van neurofeedback bij ADHD. Deze studie - uitgevoerd in samenwerking met onderzoekers van de Universiteit van Tübingen (Duitsland), de Radboud Universiteit Nijmegen, Onderzoeksinstituut Brainclinics en het EEG Resource Instituut liet zien dat neurofeedback een groot effect (grote effect size) op aandacht en impulsiviteit heeft en een redelijk effect op hyperactiviteit. Volgens deze meta-analyse die de criteria van de ISNR en AAPB gebruikt heeft, voldoet Neurofeedback voor de behandeling van ADHD aan 'Level 5: Efficacious and Specific' waarmee Neurofeedback voor deze behandeling als Evidence-Based gezien kan worden. Deze conclusie kon met name worden getrokken op basis van bovenstaande 2 nieuwe studies van Gevensleben et al. (2009) en Holtman et al. (2009). In 2013 werd deze visie en conclusie ook verder onderbouwd in een overzichtsartikel in Biological Psychology.
Een gerandomiseerd, dubbelblind placebogecontroleerd onderzoek heeft aangetoond dat het mogelijk is om een dergelijk complex design te gebruiken voor onderzoek naar neurofeedback. Uit deze studie bij gezonde studenten blijkt dat na een tiental neurofeedbacktrainingen significante verschillen aantoonbaar zijn in het EEG bij de experimentele groep (N=10), terwijl dit niet het geval is bij de placebogroep (N=12). Deze studie geeft een indicatie dat voorspelbaar is wat het effect van een specifieke training is op EEG-niveau.
In het najaar van 2008 startte in Eindhoven een randomized controlled trial waarin de effectiviteit van neurofeedback bij jongeren met ADHD-klachten en comorbide stoornissen onderzocht wordt. Deze studie werd gesubsidieerd door Zorg Onderzoek Nederland (ZonMw) Conclusie in 2013: Er is geen aanvullende waarde voor neurofeedback op de standaard behandeling gevonden voor jongeren met ADHD-klachten direct na de interventieperiode. Verder onderzoek is nodig voor meer duidelijkheid over mogelijke specifieke werking van neurofeedback en de langetermijneffecten van neurofeedback.
In 2016 kwam klinisch psycholoog Tieme Janssen tot de conclusie dat het specifieke protocol thèta/bèta-neurofeedback niet effectief is bij ADHD als de gedragscores van onderzochte kinderen gemeten worden door hun leraren en ouders. Dit resultaat kan volgens de onderzoekers zelf verklaard worden, doordat de onderzochte kinderen tegen het einde van de trainingen te moe werden (een daling in de bèta-kracht op 3/4 van de trainingen werd opgemerkt). Ook zetten de onderzoekers kanttekeningen bij het ontbreken van een placebo-controlegroep bij het onderzoek. Twee jaar later publiceerde Universiteit Utrecht in een persbericht dat experimenteel psycholoog Martijn Arns van de Universiteit Utrecht onderzoek heeft gedaan naar neurofeedback als behandelmethode voor kinderen met ADHD. Het persbericht geeft aan dat de onderzoeksresultaten “suggereren dat klinische voordelen behaald met neurofeedback bij kinderen met ADHD duurzame effecten hebben.”